# Sisenand
Sisenand, död 636, var kung i västgotiska riket från 631 till 636. 